# Café Oriental
Café Oriental é um filme de comédia musical alemão de 1962, dirigido por Rudolf Schündler e estrelado por Elke Sommer, Jerome Courtland, Trude Herr e Bill Ramsey.
Os cenários do filme foram projetados pelos diretores de arte Paul Markwitz e Wilhelm Vorwerg. Foi filmado no Spandau Studios em Berlim.

## Elenco
- Elke Sommer como Sylvia
- Jerome Courtland como Michael
- Trude Herr como Valentine
- Bill Ramsey como Bill
- Walter Gross como Prof. Marhold
- Kurt Pratsch-Kaufmann como Gerichtsvollzieher
- Barbara Saade como Lilo
- Jonny Buchardt como Albert
- Jean Thomé como Tommy
- Bruno Fritz como Papa Bröseke
- Claus Wilcke como Peter
- Klaus Dahlen como Gert
- Walo Lüönd como Ludwig
- Astrid Haik como Erika
- Peggy Brown como ela mesma
- Gus Backus como ele mesmo
- Jimmy Makulis como ele mesmo
- Rex Gildo como ele mesmo
- Constanze Vernon como Solotänzerin
- Jürgen Feindt como Solotänzer